# Assiomi di Huzita-Hatori
Gli assiomi di Huzita-Hatori sono gli assiomi su cui si basa la matematica degli origami. 
I primi sei assiomi sono stati formulati dal matematico italo-giapponese Humiaki Huzita nel 1992, e descrivono le operazioni che sono consentite quando si piega un pezzo di carta, come nell'arte dell'origami. 
Il settimo assioma è stato aggiunto dal matematico giapponese Koshiro Hatori. 

## I sette assiomi
Gli assiomi si basano sulle ipotesi che ogni operazione sia eseguita su un piano, e che tutte le piegature siano in linea retta. 
Gli assiomi sono i seguenti:
1. Dati due punti p1 e p2, esiste un'unica piegatura che passi per entrambi.
2. Dati due punti p1 e p2, esiste un'unica piegatura che porti p1 su p2.
3. Date due linee rette l1 e l2, esiste sempre una piegatura che porti l1 su l2.
4. Dati un punto p e una retta l, esiste un'unica piegatura perpendicolare a l che passi per il punto p.
5. Dati due punti p1 e p2 e una retta l, se esiste una piegatura passante per p2 che porti p1 su l, allora tale piegatura può essere costruita.
6. Dati due punti p1 e p2 e due rette l1 e l2, se esiste una piegatura che porti p1 su l1 e p2 su l2. allora tale piegatura può essere costruita.
7. Dati un punto p e due rette l1 e l2, esiste sempre una piegatura perpendicolare a l2 che porti p su l1.

Si può notare che l'assioma (5) può avere zero, una o due soluzioni, mentre l'assioma (6) può averne zero, una, due o tre. In questo modo, le costruzioni geometriche che ne risultano sono più forti delle costruzioni con riga e compasso, dove il numero massimo di soluzioni di un assioma è due. Per questo motivo le costruzioni con riga e compasso possono risolvere al massimo equazioni di secondo grado, mentre le costruzioni per mezzo di origami possono risolvere anche equazioni di terzo grado.

## Dettagli

### Assioma 1
Dati due punti p1 e p2, esiste un'unica piegatura che passi per entrambi.
In forma parametrica, l'equazione della retta passante per i due punti è:
{\displaystyle F(s)=p_{1}+s(p_{2}-p_{1})}

### Assioma 2
Dati due punti p1 e p2, esiste un'unica piegatura che porti p1 su p2.
Questo assioma è equivalente a trovare l'asse del segmento p1p2. Ciò può essere fatto in quattro passi:
- Usare l'Assioma 1 per trovare la linea tra p1 e p2, data da {\displaystyle P(s)=p_{1}+s(p_{2}-p_{1})}
- Trovare il punto medio (pmid) di P(s)
- Trovare il vettore vperp perpendicolare a P(s)
- L'equazione parametrica della piegatura è quindi:

{\displaystyle F(s)=p_{\mathrm {mid} }+s\cdot \mathbf {v} ^{\mathrm {perp} }}

### Assioma 3
Date due linee rette l1 e l2, esiste sempre una piegatura che porti l1 su l2.
Questo assioma equivale a trovare la bisettrice dell'angolo compreso tra l1 e l2. Chiamiamo p1 e p2 due punti qualsiasi su l1, e q1 e q2 due punti qualsiasi su l2. Inoltre, chiamiamo u e v i versori che identificano le direzioni rispettivamente di l1 e di l2. Si ha quindi:
{\displaystyle \mathbf {u} =(p_{2}-p_{1})/\left|(p_{2}-p_{1})\right|}
{\displaystyle \mathbf {v} =(q_{2}-q_{1})/\left|(q_{2}-q_{1})\right|}
Se le due linee non sono parallele, il loro punto di intersezione è:
{\displaystyle p_{\mathrm {int} }=p_{1}+s_{\mathrm {int} }\cdot \mathbf {u} }
dove
{\displaystyle s_{int}={\frac {-v^{\perp }\cdot (p_{1}-q_{1})}{-\mathbf {v} \cdot \mathbf {u} }}}
La bisettrice di una delle bisettrici è data da:
{\displaystyle \mathbf {w} ={\frac {\left|\mathbf {u} \right|\mathbf {v} +\left|\mathbf {v} \right|\mathbf {u} }{\left|\mathbf {u} \right|+\left|\mathbf {v} \right|}}}
E l'equazione parametrica della piegatura è quindi:
{\displaystyle F(s)=p_{\mathrm {int} }+s\cdot \mathbf {w} }
Esiste anche una seconda bisettrice, perpendicolare alla prima e passante per pint. Piegare lungo questa seconda bisettrice porterà comunque al risultato desiderato di portare l1 su l2. Può non essere possibile eseguire l'una o l'altra tra queste piegature, a seconda della posizione del punto di intersezione
Se le due linee sono parallele, non hanno intersezioni. La piegatura dovrà essere la linea mediana tra l1 e l2, parallela ad esse.

### Assioma 4
Dati un punto p1 e una retta l1, esiste un'unica piegatura perpendicolare a l che passi per il punto p.
Questo è equivalente a trovare una perpendicolare a l1 che passi per p1. Se troviamo un vettore v perpendicolare a l1, allora l'[equazione parametrica] della piegatura sarà:
{\displaystyle F(s)=p_{1}+s\cdot \mathbf {v} }

### Assioma 5
Dati due punti p1 e p2 e una retta l, se esiste una piegatura passante per p2 che porti p1 su l, allora tale piegatura può essere costruita.
Esempio in cui non ci sono soluzioni: i punti p1 e p2 si trovano su una retta perpendicolare a l e la distanza di p2 da l è maggiore della distanza di p1 da l.

### Assioma 6
Dati due punti p1 e p2 e due rette l1 e l2, se esiste una piegatura che porti p1 su l1 e p2 su l2, allora tale piegatura può essere costruita.
Esempio in cui non ci sono soluzioni: le due rette l1 e l2 sono parallele, i punti p1 e p2 si trovano su una retta perpendicolare a l1 e l2, dalla stessa parte del piano rispetto alle due rette e la distanza di p1 da l1 è uguale alla distanza di p2 da l2.
Questo assioma equivale a trovare una retta che sia contemporaneamente tangente a due parabole, e può essere considerata equivalente alla risoluzione di un'equazione di terzo grado.
Le due parabole hanno fuochi rispettivamente in p1 e p2, con direttrici definite da l1 e l2.

### Assioma 7
Dati un punto p e due rette l1 e l2, esiste sempre una piegatura perpendicolare a l2 che porti p su l1.
Koshiro Hatori ha scoperto questo assioma, e Robert Lang ha dimostrato che completa la lista degli assiomi dell'origami.